# Psychotria fragrans
Psychotria fragrans är en måreväxtart som först beskrevs av John Wynn Gillespie, och fick sitt nu gällande namn av Francis Raymond Fosberg. Psychotria fragrans ingår i släktet Psychotria och familjen måreväxter. Inga underarter finns listade i Catalogue of Life.